# Czárán Gyula
Czárán Gyula, vagy Seprősi Czárán Gyula (Seprős, 1847. augusztus 23. – Menyháza, 1906. január 6.) magyar földbirtokos, természetjáró és barlangkutató. Az egyik első magyar turisztikai szakember, útépítő, barlangkutató és szakíró volt, akit „a magyar turizmus atyja” néven is emlegetnek. Az Erdélyi Kárpát-Egyesület tiszteletbeli tagja, a Királyi Magyar Természettudományi Társulat és a Magyarhoni Földrajzi Társulat rendes tagja.
Főképp a Bihar-hegységben végzett úttörő feltáró és turistaút építő munkát, részben a mócok segítségével, akiknek bizalmát is sikerült megnyernie.
Halála után 102 évvel, 2008. október 18-án a Czárán Gyula Alapítvány kezdeményezésére (1996), engedélyeztetésével (2006-2008), anyagi támogatásával (1996-2008) és szervezésében avatták fel mellszobrát Nagyváradon a Szabadság-téren (Ezredévi Emléktér) (P-ţa Libertăţii).

## Családja
Az erdélyi, nemesi örmény Czárán család leszármazottja. Az Arad megyei Seprősőn született. Apja Czárán Gergely (1818 – 1890), egy Aradon letelepedett örmény kereskedő unokája, anyja Baracházai Kápdebó Anna (1827 – 1864). A család 1830-ban vásárolta meg a seprősi, több ezer hektár kiterjedésű birtokot.

## Élete
Az elemit Seprősön végezte. Középiskolai tanulmányait Aradon, az Aradi Minorita Gimnáziumban kezdte, majd Pozsonyban folytatta. Mérnök szeretett volna lenni, de apja kívánságára jogi tanulmányokat folytatott Budapesten 1865-1867 között, majd Bécsben. Egy súlyos hólyagos himlő és tüdőgyulladása után, második szigorlata előtt kénytelen volt befejezni tanulmányait és 1871-ben hazatért Seprősre, hogy betegeskedő apja helyett gazdálkodjon. A gazdálkodás és a jog helyett azonban inkább kirándulni szeretett. Beutazta Erdélyt, a Magas-Tátrát és több európai országot, mint Olaszország, Németország, Ausztria, a Francia Alpesek. Anyanyelve, a magyar mellett románul is beszélt és megtanult latinul, németül és franciául is.
Már több mint 40 évesen kezdte el a Selmecbányai Erdészeti és Geológiai Egyetemet, és sikeresen be is fejezte. A családból több neves ügyvéd származott, ám a legnevesebb ő lett. Mikor atyja meghalt, birtokait bérbe adta és jövedelméből Menyházán villát bérelt, ahol a teleket töltötte. Az év többi részét alkotó turistáskodással töltötte.

## Munkássága
Nemcsak bejárta a hegyeket, de feltárta barlangjait és leírásokat közölt a Turisták Lapjában, az Erdélyben és a Nagyvárad című lapokban. Hangulatos leírásai mellett útikalauzokat írt, a Bihar-hegység feltárását végezte 1880-1905 között, tehát 25 éven keresztül minden energiáját a Bihar-hegység turisztikai útvonalainak kiépítésére, az ottani turistatársadalom fellendítésére fordította. Utakat, hidakat, létrákat készíttetett szinte a hegység minden látnivalójához. Mindezt a saját költségén. Vízeséseket, sziklaalakzatokat, karsztjelenségeket tárt fel. Útjelzéseket, útjelző táblákat helyeztetett el. Egyetlen emberként egy egész testület munkáját végezte el. Turistatársai a „Galbina fejedelme” címmel tüntették ki a nagy alkotót.

## Czárán Gyula a karszt- és barlangkutató

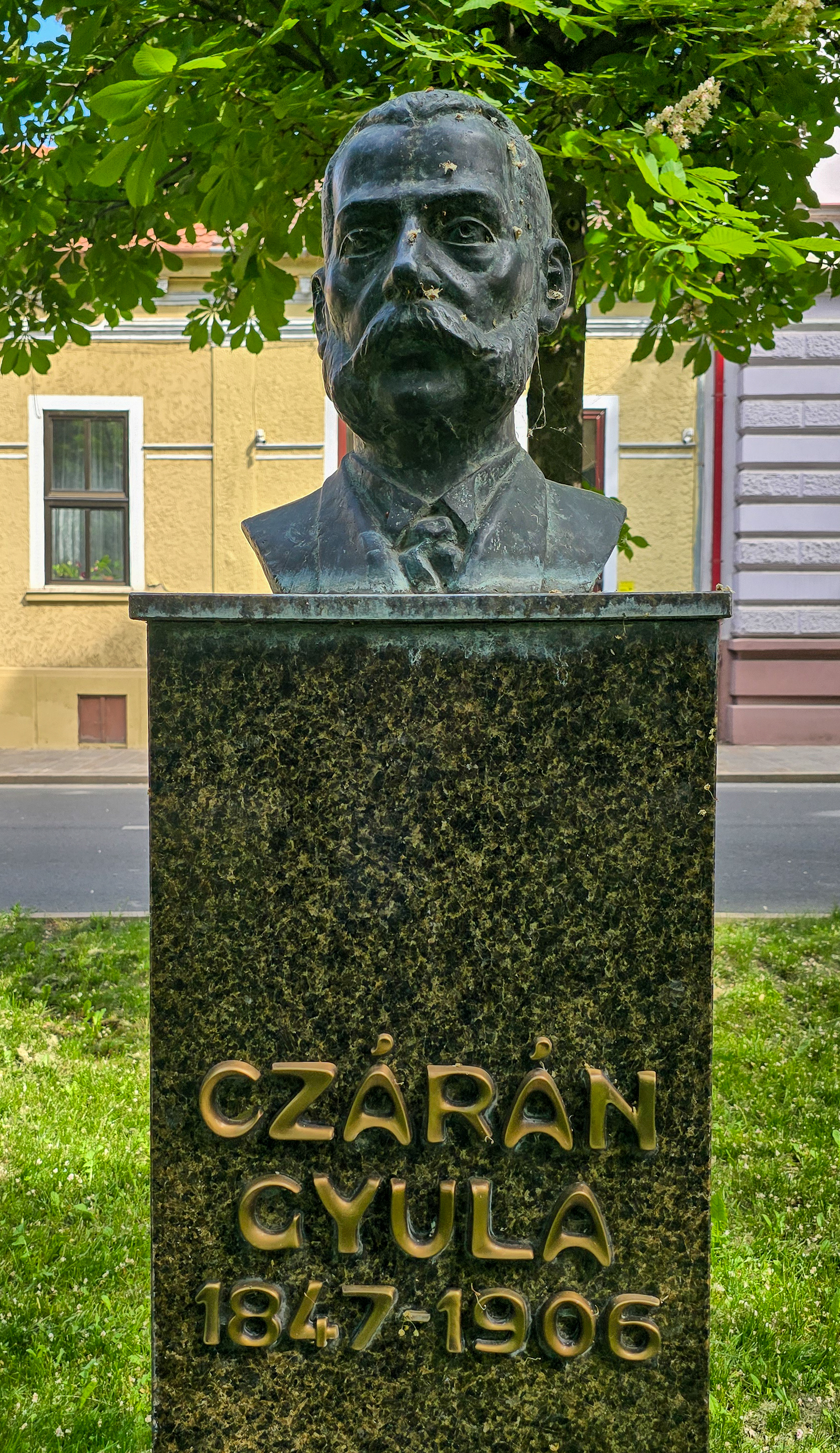
Czárán Gyula mellszobra Nagyváradon

Czárán egyik legnagyobb eredménye, hogy számos olyan barlangot fedezett fel, melyeket sem a nagy elődök, nehéz megközelíthetőségük miatt pedig sem a helyi lakosok nem ismertek. Egyik kiemelkedő barlangi tevékenysége a Meleg-Szamos vadregényes forrásvidékének feltárása, kiépítése volt, melynek a Szamosbazár nevet adta, benne a 260 méter hosszan végigjárható sziklaalagúttal, az Aragyásza-barlanggal. E csodálatos területeket a Turisták Lapjában ismertette, mely 1905-ben 39 oldalas különlenyomat formájában önállóan is megjelent.
Barlangos szempontból legjelentősebb a Meziádi-barlanggal kapcsolatos tevékenysége. A barlang első szakaszát már Schmidl is ismerte és feltérképezte. K. Nagy Sándor leírása szerint is csak ez az első szakasz volt ismert. Czárán viszont az egész, közel 3,5 kilométer hosszú barlangot felkutatta, lépcsőkkel, létrákkal járhatóvá tette, és a cseppkő képződményeket elnevezte. 1902-ben fejezte be a munkát, s az 1903-ban megjelent „Kalauz a Biharfüredi kirándulásokhoz” című könyvében 16 oldalon ismertette a barlangot és adott útmutatót a bejáráshoz.
Nevéhez kötődik többek között a Galbina szurdokának és barlangjainak, a Csodavár pazar szakadékdolinájának és barlangja első részeinek, a menyházi Citramontán-barlangnak feltárása és kiépítése is.
Jelentős szerepe volt a révi Zichy-barlang (most Révi-vizesbarlang) feltárásában. 1903 novemberében az általa végzett robbantások nyomán jutottak be Handl Károllyal a barlang első részeibe. A további feltárásban és kiépítésben személyesen már nem vett részt, de állandóan figyelemmel kísérte és támogatta a munkákat. A barlang 1905. évi megnyitására az Erdély című folyóiratban részletes leírást ad a barlang bejárható részéről, mely 18 oldalas különnyomatban önálló füzetként is megjelent.

## Főbb művei
- Stina de Vale-i regék, I-II. (Kolozsvár, 1896; a cím Biharfüred román nevére utal)
- Kalauz a biharfüredi kirándulásokra (Belényes, 1903)
- A révi Zichy-cseppkőbarlang (Kolozsvár, 1905)
- Kalauz biharfüredi kirándulásokra; sajtó alá rend., szerk. Egri Ferenc; Nimfea Természetvédelmi Egyesület–Czárán Gyula Alapítvány, Túrkeve–Oradea, 2008 (Zöldike könyvsorozat)
- Stina de Vale-i regék; sajtó alá rend., szerk. Egri Ferenc; Nimfea Természetvédelmi Egyesület–Czárán Gyula Alapítvány, Túrkeve–Oradea, 2011 (Zöldike könyvsorozat)

## Emlékezete
- Nevét őrzi a Mézgedi-cseppkőbarlang, vagy más néven Czárán-barlang, Czárán-cseppkőbarlang.
- A Czárán-emlékplakett a Magyar Természetbarát Szövetség alapította 1991-ben.
- Czárán-emléktáblák. Az Erdélyi Kárpát-Egyesület folyamatosan emléktáblával jelöli meg azokat a helyeket, ahol tiszteletbeli tagjuk, Czárán Gyula tevékenykedett.
- A Czárán Gyula Alapítványt 1996-ban alapította Egri Ferenc okleveles villamosmérnök.
- Nevét viseli az Erdélyi Kárpát Egyesület aradi Czárán Gyula Osztálya.
- Czárán Gyula-emlékút. Tiszteletére készítette az Erdélyi Kárpát Egyesület aradi Czárán Gyula Osztálya.
- Czárán menedékház (Románia). Egy elpusztított menedékház a Bihar-hegységben.